# NGC 6338
NGC 6338 est une très vaste galaxie lenticulaire située dans la constellation du Dragon. Sa vitesse par rapport au fond diffus cosmologique est de 8 144 ± 4 km/s, ce qui correspond à une distance de Hubble de 120,1 ± 8,4 Mpc (∼392 millions d'al). NGC 6338 a été découverte par l'astronome germano-britannique William Herschel en 1789.
NGC 6338 est une galaxie active contenant un blazar.
À ce jour, trois mesures non basées sur le décalage vers le rouge (redshift) donnent une distance de 131,000 ± 7,211 Mpc (∼427 millions d'al), ce qui est à l'intérieur des valeurs de la distance de Hubble. Notons cependant que c'est avec la valeur moyenne des mesures indépendantes, lorsqu'elles existent, que la base de données NASA/IPAC calcule le diamètre d'une galaxie et qu'en conséquence le diamètre de NGC 6338 pourrait être d'environ 71,7 kpc (∼234 000 al) si on utilisait la distance de Hubble pour le calculer.